# Joseph Cugnot
Nicolas-Joseph Cugnot (Void-Vacon, 25 de setembro de 1725 – Paris, 2 de outubro de 1804) foi um inventor francês que construiu o primeiro veículo terrestre mecânico autopropelido em tamanho real e funcional, o "Fardier à vapeur" — efetivamente o primeiro automóvel do mundo.

## Antecedentes
Ele nasceu em Void-Vacon, Lorraine, (agora departamento de Meuse), França. Ele formou-se engenheiro militar. Em 1765, ele começou a experimentar modelos funcionais de veículos movidos a motor a vapor para o exército francês, destinados ao transporte de canhões.

## Primeiro veículo automotor
O capitão do Exército francês Cugnot foi um dos primeiros a empregar com sucesso um dispositivo para converter o movimento alternativo de um pistão a vapor em um movimento rotativo por meio de um arranjo de catraca. Uma pequena versão de seu fardier à vapeur de três rodas ("dray a vapor") foi feita e usada em 1769 (um fardier era uma carroça de duas rodas puxada por cavalos de construção maciça para transportar equipamentos muito pesados, como barris de canhão).

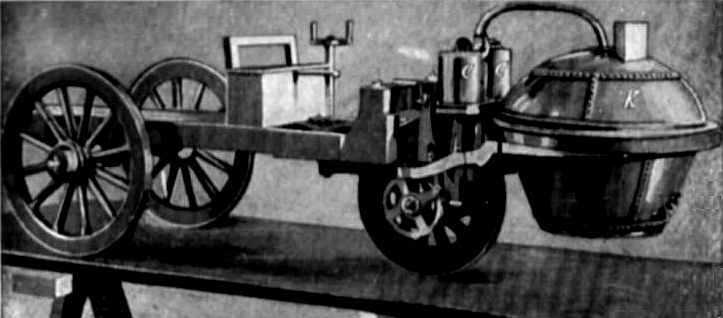
O modelo original de 1769

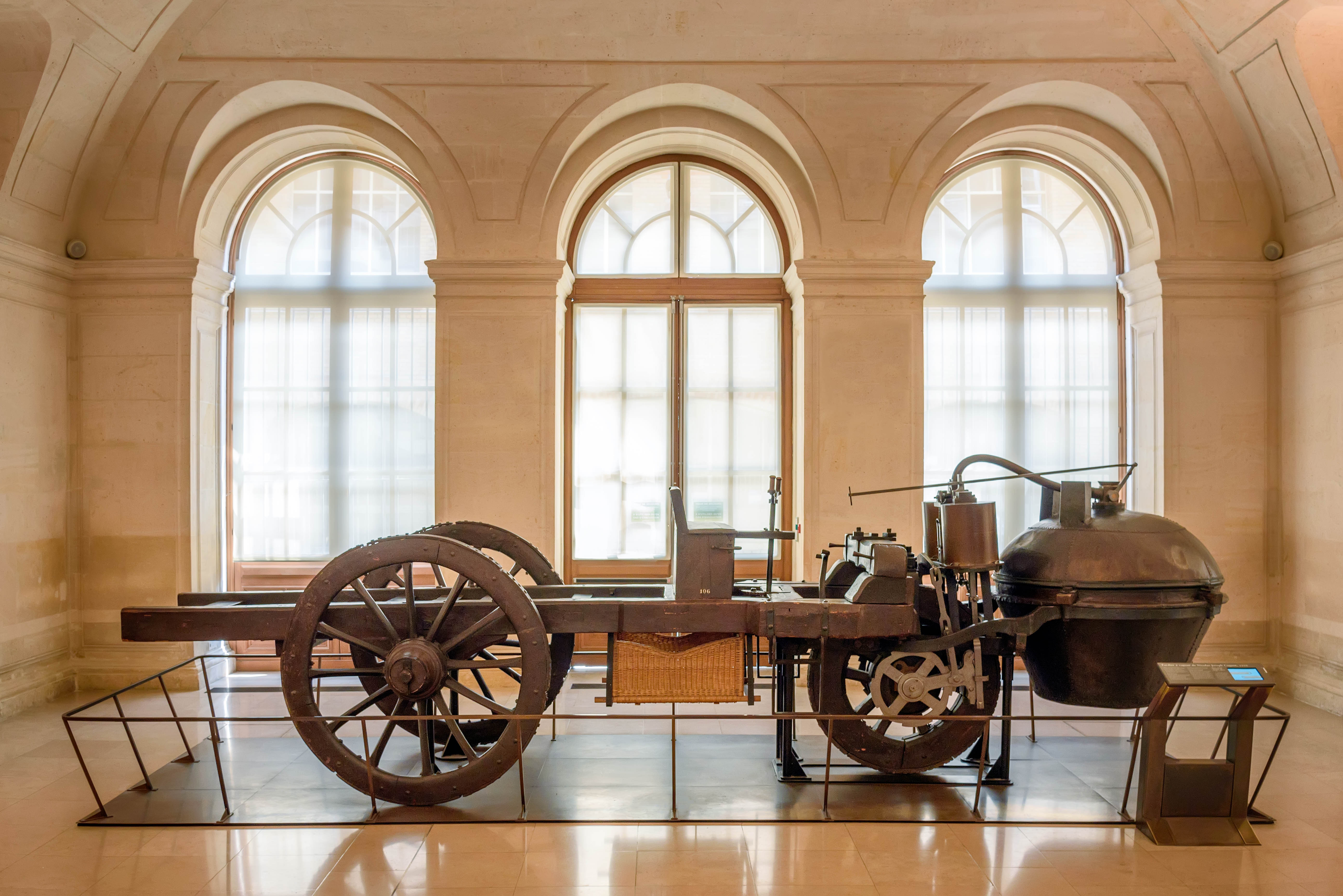
Fardier à vapeur de Cugnot de 1770, preservado no Musée des Arts et Métiers, Paris

Em 1770, uma versão em tamanho real do fardier à vapeur foi construída, especificada para ser capaz de transportar quatro toneladas e cobrir dois leitos (7,8 quilômetros (4,8 mi) em uma hora), um desempenho que nunca alcançou na prática. O veículo pesava cerca de 2,5 toneladas de tara e tinha duas rodas na parte traseira e uma na frente, onde os cavalos estariam normalmente. A roda dianteira suportava uma caldeira a vapor e um mecanismo de acionamento. A unidade de força foi articulada ao "trailer", e foi dirigida a partir daí por meio de um arranjo de alça dupla. Uma fonte afirma que ele acomodava quatro passageiros e se movia a uma velocidade de 3,6 quilômetros por hora (2,25 mph).

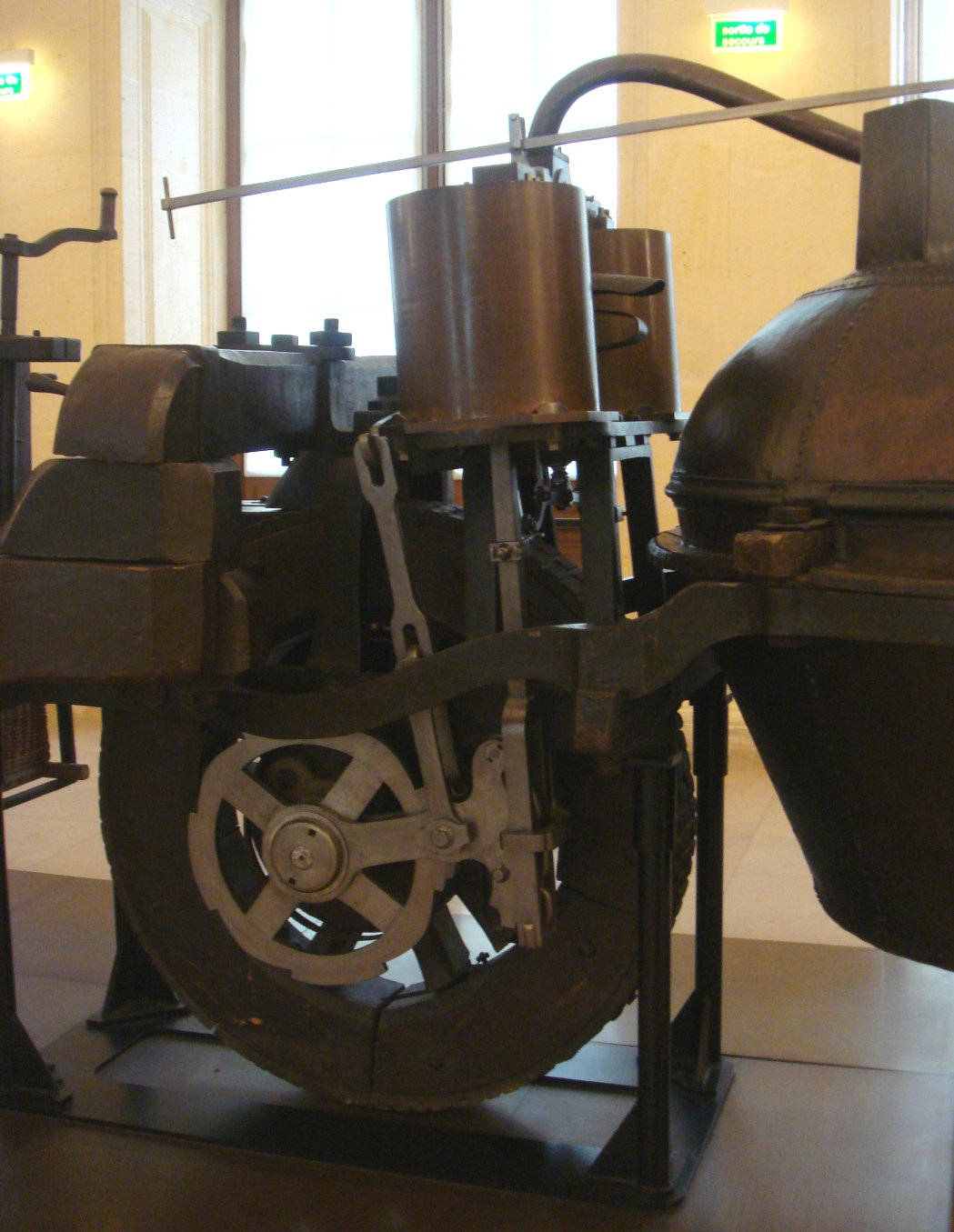
Peça do motor do fardier à vapeur de Cugnot de 1770, preservada no Musée des Arts et Métiers, Paris

Foi relatado que o veículo era muito instável devido à má distribuição de peso, uma séria desvantagem para um veículo projetado para ser capaz de atravessar terrenos acidentados e subir colinas íngremes. Além disso, o desempenho da caldeira também era particularmente ruim, mesmo para os padrões da época. O fogo do veículo precisava ser reacendido e seu vapor aumentava novamente, a cada quarto de hora ou mais, o que reduzia consideravelmente sua velocidade e distância gerais.
Depois de executar um pequeno número de testes, variadamente descritos como sendo entre Paris e Vincennes e em Meudon, o projeto foi abandonado. Isso encerrou a primeira experiência do Exército francês com veículos mecânicos. Mesmo assim, em 1772, o rei Luís XV concedeu a Cugnot uma pensão de 600 libras por ano por seu trabalho inovador, e o experimento foi considerado interessante o suficiente para que o fardier fosse mantido no arsenal. Em 1800, foi transferido para o Conservatoire National des Arts et Métiers, onde ainda pode ser visto hoje.
241 anos depois, em 2010, uma cópia do "fardier de Cugnot" foi construída por alunos da Arts et Métiers ParisTech, uma Grande école francesa, e da cidade de Void-Vacon. Esta réplica funcionou perfeitamente, o rancor do protótipo é bom, embora fosse viável e verificando a veracidade e os resultados dos testes de 1769.
Esta réplica foi exibida no Paris Motor Show de 2010. Agora é exibido na vila nativa de Cugnot de Void-Vacon, Meuse.

## Primeiro acidente automobilístico

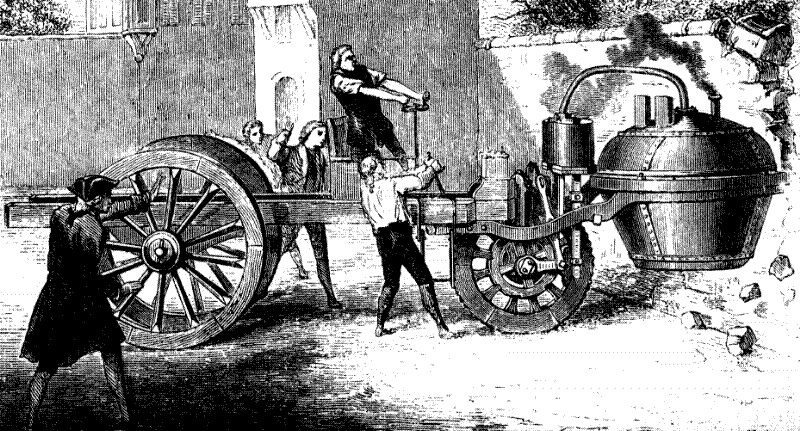
O primeiro acidente automobilístico conhecido

Há relatos de um pequeno incidente em 1771, quando o segundo protótipo de veículo teria derrubado acidentalmente uma parede de tijolo ou pedra, seja de um jardim de Paris ou parte das paredes do Arsenal de Paris, talvez no primeiro acidente automobilístico conhecido. O incidente não é registrado em relatos contemporâneos, tendo aparecido pela primeira vez em 1804, trinta e três anos após o suposto acidente. No entanto, persiste a história de que Cugnot foi preso e condenado por condução perigosa, outra novidade para ele se for verdade.

## Vida posterior
Após a Revolução Francesa, a pensão de Cugnot foi retirada em 1789 e ele foi para o exílio em Bruxelas, onde viveu na pobreza. Pouco antes de sua morte, a pensão de Cugnot foi restaurada por Napoleão Bonaparte e ele finalmente retornou a Paris, onde morreu em 2 de outubro de 1804.